# Große Tafel
Die Große Tafel ist ein Legesystem, das für Lenormandkarten, Zigeunerkarten und Kipperkarten, aber auch für Skatkarten oder andere Wahrsagekarten verwendet werden kann. Dieses Legesystem dient dazu, sich einen Gesamtüberblick über eine Situation zu verschaffen, der es aber auch erlaubt, dabei einzelne Teilbereiche näher zu untersuchen.
Je nach Gesamtanzahl der Karten können verschiedene Auslageformen gewählt werden.
```
   Auslagevariante 4x9                 Auslagevariante 4x8        Auslagevariante 4x8 + 4
 1  2  3  4  5  6  7  8  9            1  2  3  4  5  6  7  8       1  2  3  4  5  6  7  8
10 11 12 13 14 15 16 17 18            9 10 11 12 13 14 15 16       9 10 11 12 13 14 15 16
19 20 21 22 23 24 25 26 27           17 18 19 20 21 22 23 24      17 18 19 20 21 22 23 24
28 29 30 31 32 33 34 35 36           25 26 27 28 29 30 31 32      25 26 27 28 29 30 31 32
                                                                        33 34 35 36
```

Es gibt verschiedene klassische Deutungsansätze, z. B. die Lage und Blickrichtung der Hauptpersonenkarten (zukünftige Entwicklung) oder die Eckkarten in Kombination (1+36 und 9+28 bzw. 1+32 und 8+25). Wird die Große Tafel mit 4x8 + 4 Karten ausgelegt, so werden die unteren vier Karten oft als Hauptaussage zur gegenwärtigen Situation besonders stark gewichtet. Vor allem bei Fragen zum Themenkomplex Liebe und Beziehung spielt die Lage der Hauptpersonenkarten Dame und Herr eine besondere Rolle. Dabei wird vor allem darauf geachtet, ob diese einander zugewandt sind (Sympathie, Aufgeschlossenheit) oder mit dem Rücken zueinander liegen (Ablehnung, mangelnde Kommunikation). Weiterhin geben die zwischen den Personenkarten liegenden Karten Auskunft darüber, wie diese zueinander stehen bzw. was derzeit die Beziehung oder das Verhältnis kennzeichnet. 
Beispielauszüge aus der Großen Tafel (die Pfeile kennzeichnen die Blickrichtung):
←Dame  Ruten  Herr→ = Diese Konstellation lässt vermuten, dass die Partner einander momentan nicht besonders wohlgesinnt sind. Vermutlich liegt eine Zwistigkeit in der Luft, es gibt/gab vielleicht Streit oder eine hitzige Auseinandersetzung.
Herr→  Herz  Park  ←Dame = Hier liegt die Vermutung nahe, dass die beiden Partner sich momentan gegenseitig sehr nahe sind. Die Karten Herz und Park zeigen gefühlsmäßige Offenheit an, man offenbart einander seine Emotionen und trägt das Herz auf der Zunge. Finden sich direkt in Kombination keine anderen Karten, die auf problematische Aspekte dieser Offenheit hinweisen, so ist diese Konstellation sicher eine für die Beziehung sehr positive. Handelt es sich um eine nicht bestehende Beziehung, dann können diese Karten auch den Hinweis enthalten, dass sich Herr und Dame im Rahmen einer öffentlichen Veranstaltung oder in der Öffentlichkeit begegnen/kennenlernen.
Will man einzelne Lebensbereiche beleuchten, empfiehlt es sich nach den entsprechenden Signifikatorkarten zu suchen und die umgebenden Karten in Beziehung zu setzen. Typische Signifikatorkarten wären z. B.
```
                
Lenormandkarten
         
Kipperkarten
                            
Zigeunerkarten
                     
Skatkarten

Beruf           35 Anker               34 Arbeit, Beschäftigung                1 Beständigkeit / 7 Etwas Geld      Ka7  Beruf, Arbeit
Beziehung       25 Ring                 3 Ehestandskarte                      19 Hochzeit                          He8  Besuch, Beziehung
Kind(er)        13 Kind                18 Ein kleines Kind                    21 Kind                              HeB  Kind
Reise            3 Schiff              36 Großes Wasser / 10 Eine Reise       25 Reise                             Pi10 Reise
Zuhause, Heim    4 Haus                20 Haus / 21 Wohnzimmer                18 Haus                              HeA  Haus, Wohnung
Freund       18 Hund                 5 Guter Herr / 6 Gute Dame            30 Treue                             He9  Freundschaft
Nachricht       27 Brief                7 Angenehmer Brief                     3 Botschaft / 4 Brief               KaA  Brief
```

## Häusersystem
Die Nummerierung der 36 Karten bildet die Grundlage für die vertiefte Arbeit mit dem sogenannten Häusersystem (Große Tafel). Hierbei wird jedem Auslageplatz die entsprechende laufende Nummer zugeordnet:
```
   Auslagevariante 4x9                         Auslagevariante 4x8 + 4
 1  2  3  4  5  6  7  8  9                      1  2  3  4  5  6  7  8
10 11 12 13 14 15 16 17 18                      9 10 11 12 13 14 15 16
19 20 21 22 23 24 25 26 27                     17 18 19 20 21 22 23 24
28 29 30 31 32 33 34 35 36                     25 26 27 28 29 30 31 32
                                                     33 34 35 36
```

Bei den Skatkarten erfolgt die Häusersystematisierung nach folgendem Muster:
```
Ka7  Ka8  Ka9  Ka10  KaB  KaD  KaK  KaA
He7  He8  He9  He10  HeB  HeD  HeK  HeA
Pi7  Pi8  Pi9  Pi10  PiB  PiD  PiK  PiA
Kr7  Kr8  Kr9  Kr10  KrB  KrD  KrK  KrA
```

Anmerkung: Ka=Karo / He=Herz / Pi=Pik / Kr=Kreuz // B=Bube / D=Dame / K=König / A=Ass
Die mit diesem System geschaffene Ordnung ermöglicht nun die Deutung der darauf ausgelegten Karten in Beziehung zu den jeweiligen Häusern. Das Haus bildet quasi den Rahmen und die darauf liegende Karte zeigt an, was in diesem Bereich passiert.
Besonderheiten bei der Deutung mit dem Häusersystem
Liegen Karten im eigenen Haus, d. h. auf der Position, die der Nummer der Karte entspricht (z. B. Lenormand-Karte Nr. 1 Reiter liegt auf Position 1 ganz links oben), so kommen die Qualitäten dieser Karte zurzeit oder in der betreffenden Angelegenheit nicht zur Geltung. Im Falle des Reiters würde das bedeuten, dass wohl eher keine Bewegung in die Sache kommt bzw. eine Nachricht nicht oder erst verspätet eintrifft.